# Barbara Pentland
Barbara Pentland (født 2. januar 1912 i Winnipeg – død 5. februar 2000 Vancouver, Canada) var en canadisk avantgarde komponist. 
Pentland studerede komposition og klaver i Winnipeg, Paris, Montreal og Julliard Graduate School i New York. Hun komponerede i de tidlige år i neoklassisk stil, med inspiration fra komponister som Paul Hindemith, Igor Stravinsky og hendes lærer, Aaron Copland.
I 1955, på et visit til Darmstadt i Tyskland, stødte hun på Anton Weberns musik, og det blev et vendepunkt i hendes kompositoriske stil. Hun begyndte nu at komponere i en mere fri og atonal stil. Hun underviste en kort periode på University of Brittish Columbia.
Pentland bliver i dag betragtet som en af de ledende moderne avantgardekomponister fra sin generation. Hun har skrevet 4 symfonier , og en del orkesterværker.
Selvom hendes position er gået lidt i glemmebogen i dag, har enkelte canadiske musikere indspillet nogle af hendes ting, bl.a. pianisten Glenn Gould.

## Udvalgte værker
- Symfoni nr. 1 (1945-1948) - for orkester
- Symfoni nr. 2 (1950) - for orkester
- Symfoni nr. 3 "I 10 satser" (1957) - for orkester
- Symfoni nr. 4 (1959) - for orkester
- "Duo" (1960) - for bratsch og klaver
- "Variationer" (1965) - for solo bratsch
- "Fantasi" (1962) - for klaver
- Suite "Borealis" (1966) - for klaver